# Adrien Bourgogne
Pour les articles homonymes, voir Bourgogne.
Adrien Jean-Baptiste François Bourgogne, (12 novembre 1785 à Condé-sur-l'Escaut-14 avril 1867 à Valenciennes), est un militaire français des guerres de l'Empire, célèbre pour ses mémoires sur la campagne de Russie.

## Biographie
Fils d'un marchand de toile, Adrien Jean-Baptiste François Bourgogne naît le 12 novembre 1785 à Condé-sur-l'Escaut dans le département du Nord. Le 24 janvier 1806, il s'engage dans les vélites de la Garde impériale et participe aux campagnes napoléoniennes (Allemagne, Autriche, Espagne, Portugal). Il est blessé deux fois à Essling en mai 1809, puis envoyé en Espagne et au Portugal. En avril 1812, Bourgogne est nommé sergent, et prend part avec ce grade à la campagne de Russie. Il fera partie des rescapés de la débâcle. En mars 1813, il est nommé sous-lieutenant au 145e  de ligne, puis il est blessé à Dessau, avant d'être fait prisonnier en Prusse. C'est durant ces quelques mois de captivité qu'il commencera à rédiger ses mémoires.
Après sa libération et l'abdication de l'Empereur, Adrien Bourgogne se marie le 31 août 1814 à Condé. Il reprend le métier de drapier de son père, sans grande réussite. Après la révolution de Juillet, Bourgogne se rengage en novembre 1830 et reçoit la légion d'honneur le 21 mars 1831. Il est promu finalement lieutenant d'infanterie, avant d'être affecté, comme adjudant de place, à Brest, puis à Valenciennes. En 1853, Adrien Bourgogne est admis à la retraite et termine ses mémoires intitulés Mémoires du sergent Bourgogne, qui paraissent dans La Nouvelle Revue rétrospective, donnant un témoignage sur la campagne de Russie du point de vue du soldat français, et participant ainsi à l'édification de la légende napoléonienne.
Adrien Bourgogne meurt le 14 avril 1867 à Valenciennes, dans le département du Nord.

## Sources
- Mémoires du sergent Bourgogne (1812-1813), publiés d'après le manuscrit original par Paul Cottin, Paris : Hachette, 1898. 2e éd.